# 가이우스 율리우스 바수스 (139년 집정관)
가이우스 율리우스 바수스 (Gaius Julius Bassus, 그리스어: Γάϊος Ίούλιος Βάσσος)는 로마의 원로원 의원이며, 안토니누스 피우스 재위 시기 활동했었다. 그는 139년 11월-12월 눈디니움 시기 마르쿠스 케키우스 유스티누스를 동료 집정관으로 둔 보좌 집정관이었다. 그는 105년에 집정관을 지낸 가이우스 율리우스 콰드라투스 바수스의 아들이었다. 율리우스 바수스 씨족은 페르가뭄의 주요 가문으로, 아탈로스 왕조와 갈라티아의 부족왕들의 후예였다.
율리우스 바수스는 2세기에 활동했던 바수스와 동일 인물일 것으로 추정하는데, 루카노스는 2세기의 바수스에 대해 나약한 소피스트로 묘사하였고, '그리스 사화집'에는 '스미르나의 바수스'가 쓴 시 한 편이 남겨져 있으며, 갈레누스는 'De libris propriis'를 그 바수스에게 헌정하였다.
율리우스 바수스의 생애에 대해 알려진 것은 황제 속주인 다키아 수페르오르의 총독으로 임명된 것 하나에 한정되는데 베르너 에크는 그의 임기를 135년 말부터 138년까지로 추정한다 (한 비문이 그의 총독 시기를 135년 12월 13일라고 나타낸다).